# 杨景春 (1893年)
杨景春（1893年—？），字稚梅，男，湖南长沙人，中华民国陆军少将。

## 生平
毕业于陆军大学特别班第一期。历任湘军团长，湖南航空处处长，第四路军总指挥部、第一路军总司令部高级参谋。后任剿匪第一路军总司令部第一处副处长。1948年3月授陆军少将。